# Савинська
Савинська (рос. Савинская) — станція Читинського регіону Забайкальської залізниці Росії, розташована на дільниці Каримська — Куенга між станціями Урульга (відстань — 26 км) і Зубарево (13 км). Відстань до ст. Каримська — 69 км, до ст. Куенга — 163 км; до транзитного пункту Бамівська — 912 км.